# إغناسيو إيزاغويري
إغناسيو إيزاغويري (بالإسبانية: Ignacio Eizaguirre Arregui)‏ (مواليد 7 نوفمبر 1920) هو لاعب كرة قدم. يلعب مع منتخب إسبانيا لكرة القدم. سبق له أن لعب في كأس العالم لكرة القدم مع منتخب بلاده.

## روابط خارجية
- إغناسيو إيزاغويري على موقع الاتحاد الدولي (مؤرشف)  (الإنجليزية)
- إغناسيو إيزاغويري على موقع قاعدة بيانات كرة القدم.إي يو (الإنجليزية)
- إغناسيو إيزاغويري على موقع ناشيونال فوتبول تيمز (الإنجليزية)